# تامزین آوث‌ویت
تامزین ماریا آوث‌ویت (انگلیسی: Tamzin Maria Outhwaite؛ ‏ ‎/ˈaʊθweɪt/‎؛ ‏ زادهٔ ۵ نوامبر ۱۹۷۰) بازیگر اهل بریتانیا است. وی از سال ۱۹۸۹ میلادی تاکنون مشغول فعالیت بوده‌است.
از فیلم‌ها یا برنامه‌های تلویزیونی که وی در آن نقش داشته‌است، می‌توان به ایست‌اندرز، ترفندهای نو، کلاه سرخ، ۶۴ ساله که باشم، نمایش کاترین تیت، شاهد خاموش، بازرس فویل، دکتر هو، داخل شماره ۹، آدمکشان میدسامر، ۷ ثانیه، هتل بابل، رؤیای کاساندرا و آرزوهای بزرگ اشاره کرد.